# Aeroportul Turaif Domestic
Aeroportul Turaif Domestic (IATA: TUI, ICAO: OETR) este un aeroport din Al Hudud ash Shamaliyah, Arabia Saudită ce deservește zona Turaif governorate⁠(d). Aeroportul a fost tranzitat în 2021 de 60.389 de pasageri. A fost deschis în 1951 și numit după zona deservită.
Situat la o altitudine de 1.478 m, aeroportul dispune de o singură pistă. Este operat de General Authority of Civil Aviation⁠(d).